# Glasbok

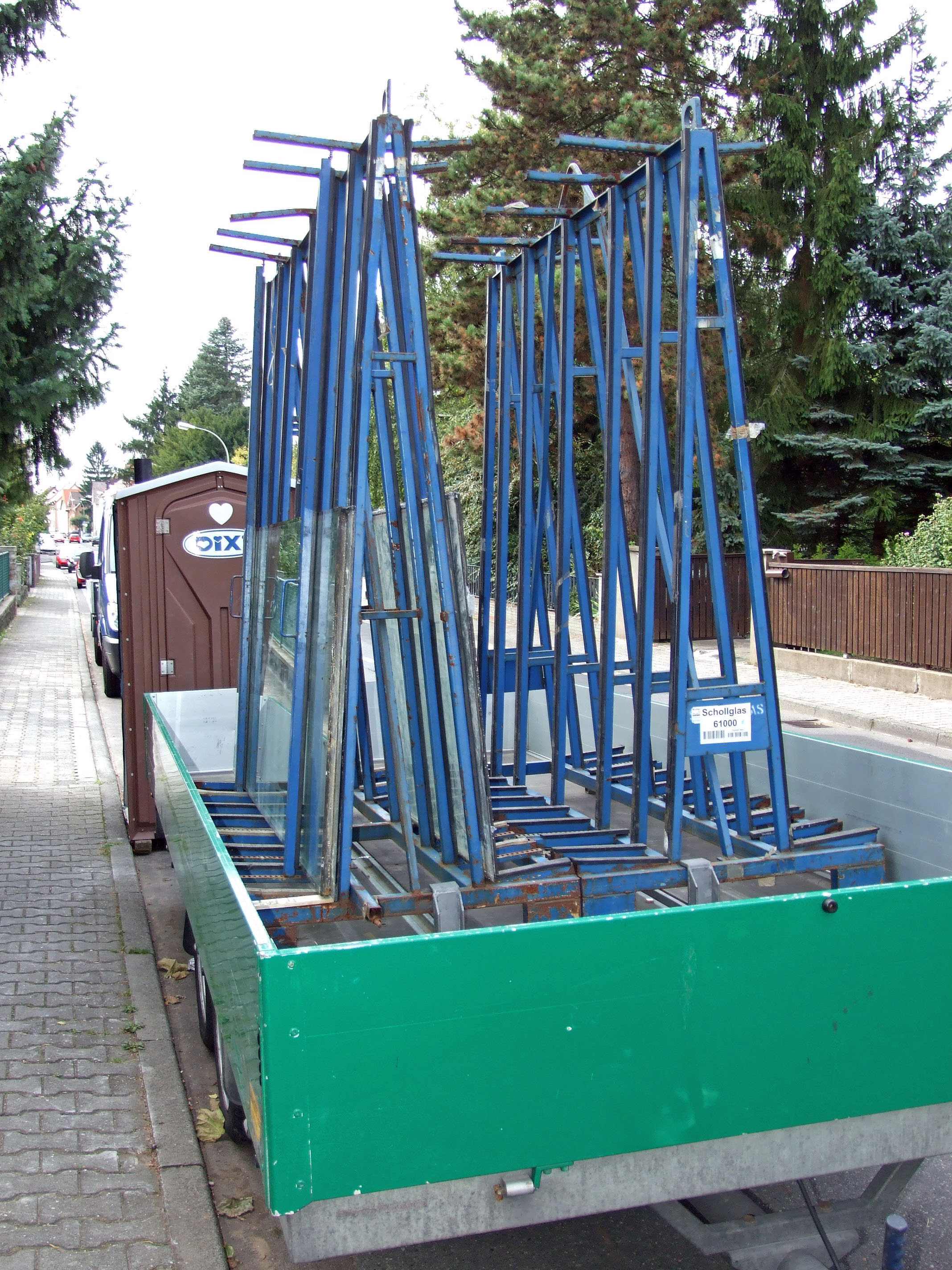
Twee glasbokken op een aanhangwagen.

Een glasbok is een eenheid waarop grote glasplaten kunnen worden vervoerd, bijvoorbeeld vensterglas. 
De glasbok bestaat uit een metalen of houten frame waartegen het glas enigszins schuin kan worden gezet. Aan de onderkant steunt het glas op een vlak of balkjes, die veelal met rubber zijn bekleed. De glazen platen worden voor het vervoer veelal met een balk of een spanband tegen het frame vastgezet.